# 유산 (영화)
유산(영어: The Daughter)은 2021년에 개봉한 대한민국의 단편 영화이다.

## 줄거리
오랫동안 엄마를 간병해 온 효은은 죽은 엄마의 집을 유산으로 물려받게 된다. 효은은 어릴 적 친구 선우의 도움을 받아 집안 곳곳에 남아 있는 엄마의 흔적을 지움으로써, 잠시나마 잃어버린 삶을 회복하는 꿈을 꾼다. 그러나 효은이 엄마로부터 벗어나려 하면 할수록 자꾸만 죽은 엄마의 숨소리가 들리고, 집에서는 이상한 일들이 벌어진다. [제25회 부천국제판타스틱영화제]

## 등장인물
- 한해인
- 유의태
- 김미향
- 전소현